# Hommura Takeaki
Hommura Takeaki (sinh ngày 20 tháng 6 năm 1997) là một cầu thủ bóng đá người Nhật Bản.

## Sự nghiệp câu lạc bộ
Hommura Takeaki hiện đang chơi cho JEF United Chiba.